# ساتلیک
ساتلیک (انگلیسی: Satlyk) یک شهرک در شهرستان نوریمانوفسکی استان باشقیرستان کشور روسیه است.